# جمعية الكتاب المقدس الإسكتلندية
جمعية الكتاب المقدس الإسكتلندية (SBS)، (بالإنجليزية: Scottish Bible Society)‏ التي تأسست عام 1809 باسم جمعية إدنبرة للكتاب المقدس، ثم اندمجت في عام 1861 مع جمعية غلاسكو للكتاب المقدس (تأسست عام 1812) لتشكيل الجمعية الوطنية للكتاب المقدس في إسكتلندا، هي جمعية خيرية مسيحية غير طائفية لطبع ونشر الكتاب المقدس وتهدف إلى جعل الكتاب المقدس متاحًا في اسكتلندا وأنحاء العالم.

## وصلات خارجية
- موقع دور الكتاب المقدس المتحدة
- الموقع الرسمي لدار الكتاب المقدس الاسكتلندية